# 金草川
金草川（かなくさがわ）は、木曽川水系の一級河川。岐阜県養老町を流れる。牧田川・揖斐川を経て伊勢湾に至る木曽川の3次支川。

## 概要

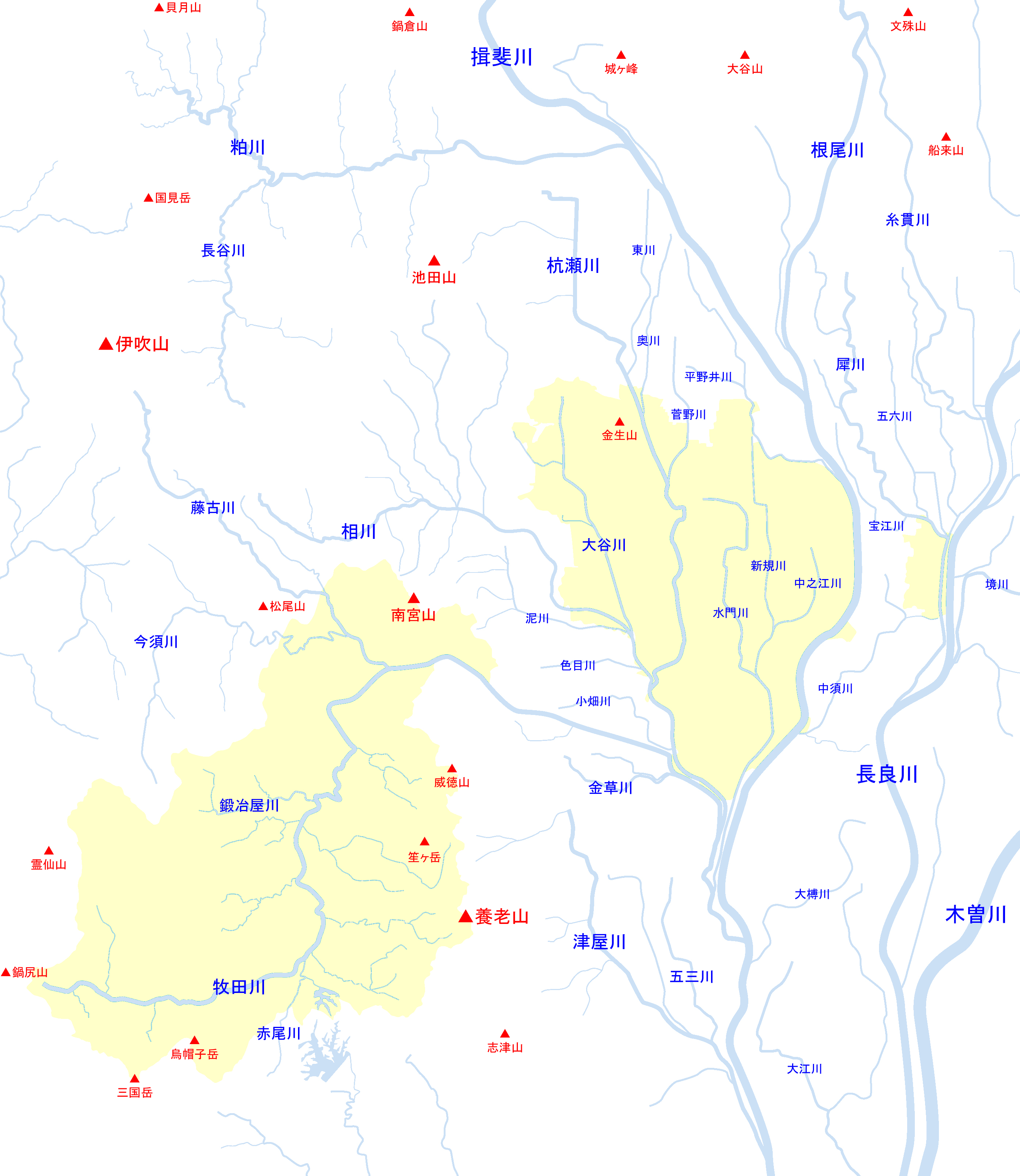
大垣市周辺河川の位置関係図

養老山脈の笙ヶ岳東麓から東へ流れ、同じく笙ヶ岳を源流とする石畑川を合流して牧田川と合流する。
平常は湧水を水源とするため流量が少ないが、大雨が降ると養老山脈からの水を受けて洪水を引き起こしやすかった。
そのため北側に高田輪中や烏江輪中、南側に多芸輪中が形成された。